# Кетоев, Георгий Важаевич
Гео́ргий Важа́евич Кето́ев (осет. Четойты/Кетойты Важайы фырт Георги) — российский и армянский борец, бронзовый призёр летних Олимпийских игр 2008 года в Пекине по вольной борьбе в категории до 84 кг. Заслуженный мастер спорта России.
С апреля 2016 года является гражданином Армении, выиграл лицензионный турнир в Монголии тем самым представил Армению на Олимпийских играх 2016 в Рио-де-Жанейро.

## Биография
Родился 19 ноября 1985 года в г. Тбилиси Грузинской ССР в осетинской семье. Первый тренер Георгия — Марик Тотразович Тедеев. В сборной команде России по вольной борьбе Кетоев с 2004 года. Обладатель Кубка мира по борьбе 2006, победитель Чемпионата мира по борьбе 2007, победитель Гран-при Иван Ярыгин 2007, серебряный призёр чемпионата Европы 2009, обладатель Кубка мира по борьбе 2011.
В 2007 году Георгий Кетоев становится обладателем официального приза FILA — 
«Золотая борцовка». Приз «Золотая борцовка» в истории борьбы присуждается второй раз. В 1986 году она была присвоена Арсену Фадзаеву.
Олимпийский чемпион Ширвани Мурадов вспоминает о выступлении Кетоева на Олимпиаде в Пекине:

Очень сильный спортсмен. Если бы меня, да и всю борцовскую сборную попросили сказать, кто точно выиграет Игры, я бы поставил на Кетоева. Возможно, проблема в сгонке веса, которая сильно истощает организм. Нет, у меня вес сам держится. А Кетоев сгонял. Точно не знаю сколько, но то, что он на голову выше своих соперников по Пекину, не сомневаюсь. Видел его сейчас в раздевалке. Сидит, убитый, не ощущает никакой радости. Мы его даже поздравлять не стали, понимая его состояние. Он знает, зачем сюда приехал, как и мы все. Любого борца в российской сборной интересовало только золото Олимпиады.
— Ширвани Мурадов
Георгий женат с 2010 года, супругу зовут Мадина, у пары есть один сын. Родной брат Георгия Лери Кетишвили — также борец-вольник, член сборной Грузии.

## Награды и звания
- Заслуженный мастер спорта России
- Медаль ордена «За заслуги перед Отечеством» II степени — За большой вклад в развитие физической культуры и спорта, высокие спортивные достижения на Играх XXIX Олимпиады 2008 года в Пекине (2009)[8]
- "Золотая борцовка" — официальный приз FILA.